# كردستان العراق

خريطة تقريبية للمنطقة التي يسكنها الكُرد في العراق

كردستان العراق أحد الأجزاء الثلاثة لكردستان إضافة إلى جنوب شرق تركيا (شمال كردستان) وشمال غرب إيران (شرق كردستان). جزء كبير من المنطقة ضمن أراضي إقليم كردستان العراق، وهي منطقة حكم ذاتي معترف بها في دستور العراق. وعلى عكس معظم أنحاء العراق، تتنوع المنطقة بين طبيعة سهولية وأخرى جبلية كباقي مناطق كردستان العراق. وفقا لدائرة المعارف الإسلامية، تُقدر مساحة كردستان العراق 65,000 كم² (25,000 ميل²).

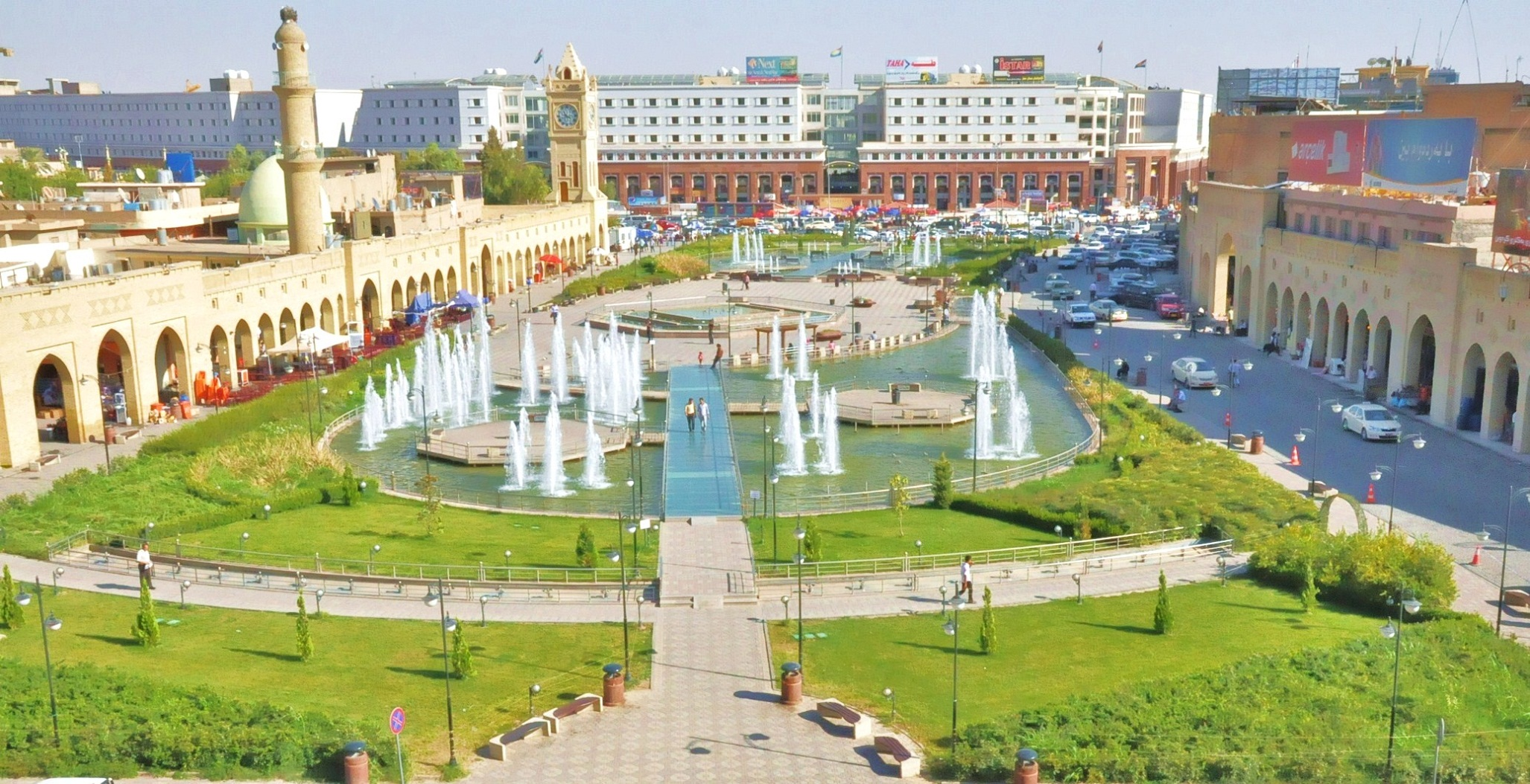
أربيل عاصمة اقليم كردستان العراق

## التسمية

إيالة كردستان العثمانية سنة 1803

اسم كُردِستَان الذي يترجم إلى "بلاد الكرد" مشتق من كلمة "كرد" نسبة إلى الشعب الكردي، ومن لاحقة "ستان" التي تعبر عن الموطن. بحسب موسوعة كولومبيا وبعض المؤرخين يعود جذور اسم كردستان إلى كوردوين، وهو أحد الأسماء القديمة لكردستان. وكانت إحدى التهجئات القديمة لكردستان هي "Curdistan" في المصادر الأجنبية.

## المناخ
بسبب خطوط العرض والارتفاع، تكون كردستان العراق أبرد وأكثر رطوبة من باقي مناطق العراق. تقع معظم المناطق في المنطقة ضمن منطقة المناخ المتوسط، مع مناطق جنوب غرب الإقليم تكون شبه جاف.
تتراوح درجات الحرارة الصيفية المعتادة من 35 °م (95 °ف) في المناطق الشمالية الأكثر برودة إلى 40 °م (104 °ف) في الجنوب الغربي، مع درجات حرارة منخفضة تتراوح بين 21 °م (70 °ف) و 24 °م (75 °ف). أما الشتاء، فهو أبرد بكثير من بقية العراق، مع درجات حرارة متوسطة تتراوح بين 9 °م (48 °ف) و 11 °م (52 °ف) ومع درجات حرارة منخفضة تتراوح بين 3 °م (37 °ف) في بعض المناطق وتصل إلى التجمد في البعض الآخر، وتنخفض إلى ما بين −2 °م (28 °ف) و 0 °م (32 °ف) في المتوسط.
بين المدن الأخرى في الجدول المناخي أدناه، سوران، شقلاوة، وحلبجة تشهد أيضًا درجات حرارة منخفضة تتوسط أقل من 0 °م (32 °ف) في فصل الشتاء. دهوك تعتبر أكثر المدن حرارة في الصيف في الإقليم، مع درجات حرارة تتوسط حوالي 42 °م (108 °ف). يختلف معدل هطول الأمطار السنوي عبر الكردستان العراقية، حيث يرى بعض الأماكن هطول أمطار قليلة تصل إلى 500 مليمتر (20 بوصة) في أربيل وحتى 900 مليمتر (35 بوصة) في أماكن مثل العمادية. يتساقط معظم الأمطار في الشتاء والربيع، وعادة ما تكون غزيرة. الصيف وبداية الخريف جافة تقريبا، والربيع معتدل نسبيا. تشهد كردستان العراق تساقط الثلوج أحيانًا في الشتاء، ويكون الصقيع شائع. هناك تأخر موسمي في بعض الأماكن في الصيف، مع ذروة درجات الحرارة حوالي أغسطس وسبتمبر.
| البيانات المناخية لـأربيل                                                                   | البيانات المناخية لـأربيل | البيانات المناخية لـأربيل | البيانات المناخية لـأربيل | البيانات المناخية لـأربيل | البيانات المناخية لـأربيل | البيانات المناخية لـأربيل | البيانات المناخية لـأربيل | البيانات المناخية لـأربيل | البيانات المناخية لـأربيل | البيانات المناخية لـأربيل | البيانات المناخية لـأربيل | البيانات المناخية لـأربيل | البيانات المناخية لـأربيل |
| الشهر                                                                                       | يناير                     | فبراير                    | مارس                      | أبريل                     | مايو                      | يونيو                     | يوليو                     | أغسطس                     | سبتمبر                    | أكتوبر                    | نوفمبر                    | ديسمبر                    | المعدل السنوي             |
| ------------------------------------------------------------------------------------------- | ------------------------- | ------------------------- | ------------------------- | ------------------------- | ------------------------- | ------------------------- | ------------------------- | ------------------------- | ------------------------- | ------------------------- | ------------------------- | ------------------------- | ------------------------- |
| الدرجة القصوى °م (°ف)                                                                       | 68                        | 81                        | 86                        | 93                        | 108                       | 111                       | 118                       | 120                       | 113                       | 102                       | 88                        | 75                        | 120                       |
| متوسط درجة الحرارة الكبرى °م (°ف)                                                           | 54.3                      | 57.6                      | 64.6                      | 75.2                      | 88.7                      | 100.6                     | 107.6                     | 107.4                     | 100.2                     | 87.3                      | 70.2                      | 57.9                      | 81.0                      |
| المتوسط اليومي °م (°ف)                                                                      | 45.3                      | 48.0                      | 54.3                      | 63.5                      | 75.4                      | 85.5                      | 92.1                      | 91.6                      | 84.2                      | 72.7                      | 59.0                      | 48.4                      | 68.3                      |
| متوسط درجة الحرارة الصغرى °م (°ف)                                                           | 36.3                      | 38.5                      | 44.1                      | 52.0                      | 62.1                      | 70.5                      | 76.8                      | 75.9                      | 68.2                      | 58.1                      | 48.0                      | 39.0                      | 55.8                      |
| أدنى درجة حرارة °م (°ف)                                                                     | 25                        | 21                        | 30                        | 37                        | 43                        | 50                        | 55                        | 63                        | 52                        | 39                        | 28                        | 28                        | 21                        |
| معدل هطول الأمطار مم (إنش)                                                                  | 4.4                       | 3.8                       | 3.5                       | 2.7                       | 1.0                       | 0                         | 0                         | 0                         | 0                         | 0.5                       | 2.2                       | 3.1                       | 21.2                      |
| متوسط الأيام الممطرة                                                                        | 9                         | 9                         | 10                        | 9                         | 4                         | 1                         | 0                         | 0                         | 1                         | 3                         | 6                         | 10                        | 62                        |
| متوسط الأيام المثلجة                                                                        | 1                         | 0                         | 0                         | 0                         | 0                         | 0                         | 0                         | 0                         | 0                         | 0                         | 0                         | 0                         | 1                         |
| متوسط الرطوبة النسبية (%)                                                                   | 74.5                      | 70                        | 65                        | 58.5                      | 41.5                      | 28.5                      | 25                        | 27.5                      | 30.5                      | 43.5                      | 60.5                      | 75.5                      | 50.0                      |
| المصدر #1: Climate-Data.org, My Forecast for records, humidity, snow and precipitation days |                           |                           |                           |                           |                           |                           |                           |                           |                           |                           |                           |                           |                           |
| المصدر #2: What's the Weather Like.org, Erbilia                                             |                           |                           |                           |                           |                           |                           |                           |                           |                           |                           |                           |                           |                           |

| البيانات المناخية لـالعمادية                               | البيانات المناخية لـالعمادية | البيانات المناخية لـالعمادية | البيانات المناخية لـالعمادية | البيانات المناخية لـالعمادية | البيانات المناخية لـالعمادية | البيانات المناخية لـالعمادية | البيانات المناخية لـالعمادية | البيانات المناخية لـالعمادية | البيانات المناخية لـالعمادية | البيانات المناخية لـالعمادية | البيانات المناخية لـالعمادية | البيانات المناخية لـالعمادية | البيانات المناخية لـالعمادية |
| الشهر                                                      | يناير                        | فبراير                       | مارس                         | أبريل                        | مايو                         | يونيو                        | يوليو                        | أغسطس                        | سبتمبر                       | أكتوبر                       | نوفمبر                       | ديسمبر                       | المعدل السنوي                |
| ---------------------------------------------------------- | ---------------------------- | ---------------------------- | ---------------------------- | ---------------------------- | ---------------------------- | ---------------------------- | ---------------------------- | ---------------------------- | ---------------------------- | ---------------------------- | ---------------------------- | ---------------------------- | ---------------------------- |
| متوسط درجة الحرارة الكبرى °م (°ف)                          | 6.2 (43.2)                   | 7.8 (46.0)                   | 12.1 (53.8)                  | 17.8 (64.0)                  | 25.1 (77.2)                  | 31.9 (89.4)                  | 36.3 (97.3)                  | 36.2 (97.2)                  | 32.2 (90.0)                  | 24.4 (75.9)                  | 15.4 (59.7)                  | 8.4 (47.1)                   | 21.2 (70.1)                  |
| متوسط درجة الحرارة الصغرى °م (°ف)                          | −2.4 (27.7)                  | −1.3 (29.7)                  | 2.4 (36.3)                   | 7.2 (45.0)                   | 12.5 (54.5)                  | 17.4 (63.3)                  | 21.4 (70.5)                  | 20.9 (69.6)                  | 16.8 (62.2)                  | 10.9 (51.6)                  | 5.0 (41.0)                   | 0.0 (32.0)                   | 9.2 (48.6)                   |
| الهطول مم (إنش)                                            | 126 (5.0)                    | 176 (6.9)                    | 156 (6.1)                    | 128 (5.0)                    | 56 (2.2)                     | 0 (0)                        | 0 (0)                        | 0 (0)                        | 1 (0.0)                      | 32 (1.3)                     | 96 (3.8)                     | 126 (5.0)                    | 897 (35.3)                   |
| متوسط أيام هطول الأمطار                                    | 7                            | 6                            | 10                           | 8                            | 4                            | 0                            | 0                            | 0                            | 1                            | 7                            | 7                            | 10                           | 60                           |
| المصدر #1: World Weather Online (precipitation days)       |                              |                              |                              |                              |                              |                              |                              |                              |                              |                              |                              |                              |                              |
| المصدر #2: Climate-Data (temperatures and rainfall amount) |                              |                              |                              |                              |                              |                              |                              |                              |                              |                              |                              |                              |                              |

## الجغرافيا

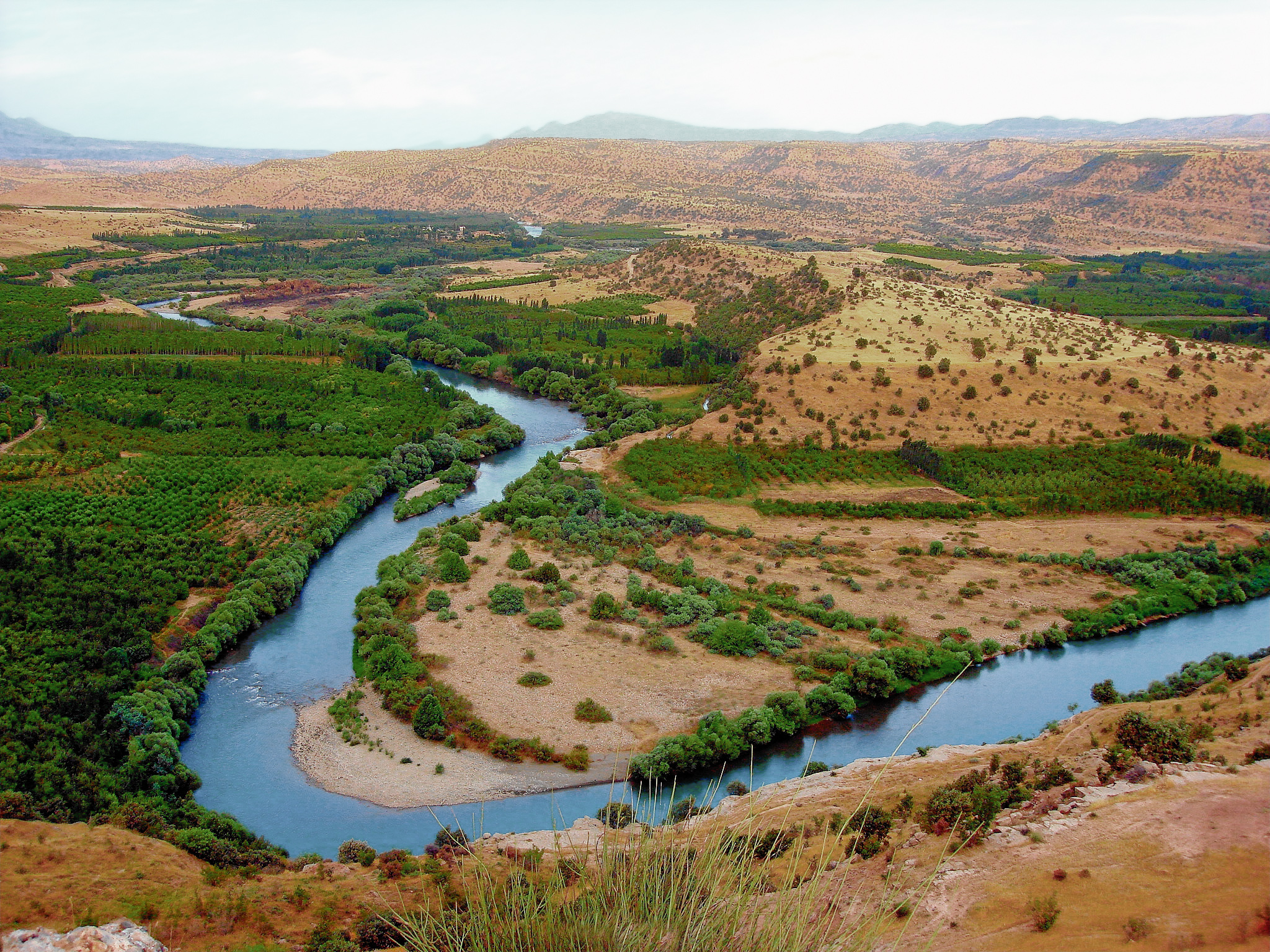
نهر الزاب الكبير قرب أربيل

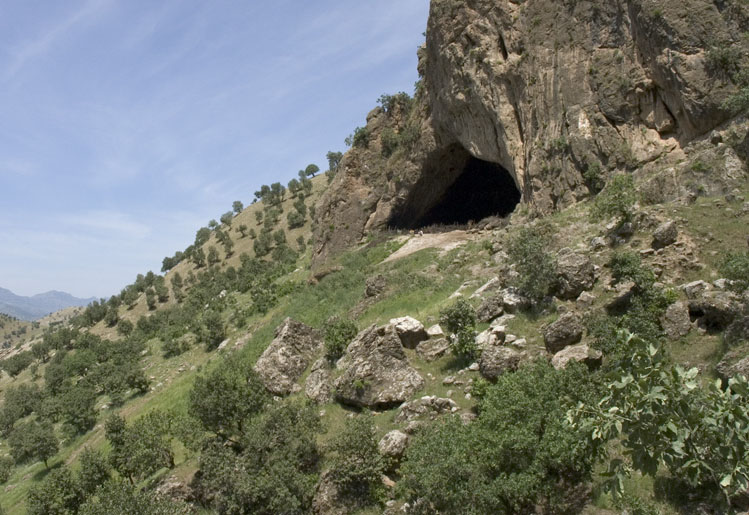
كهف شاندر محاط ب غابات متوسطية

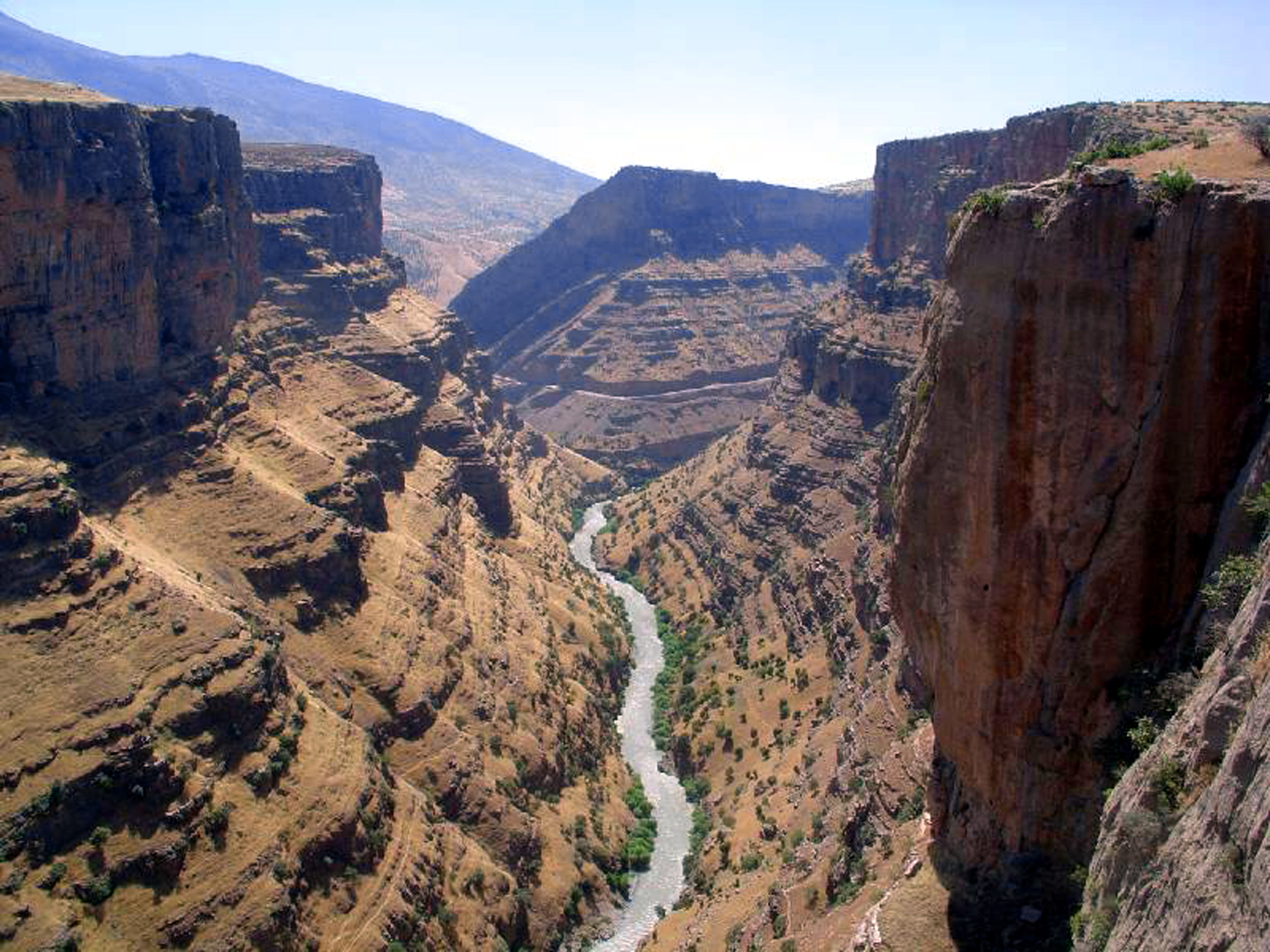
وادي بالقرب من مدينة رواندز الشمالية

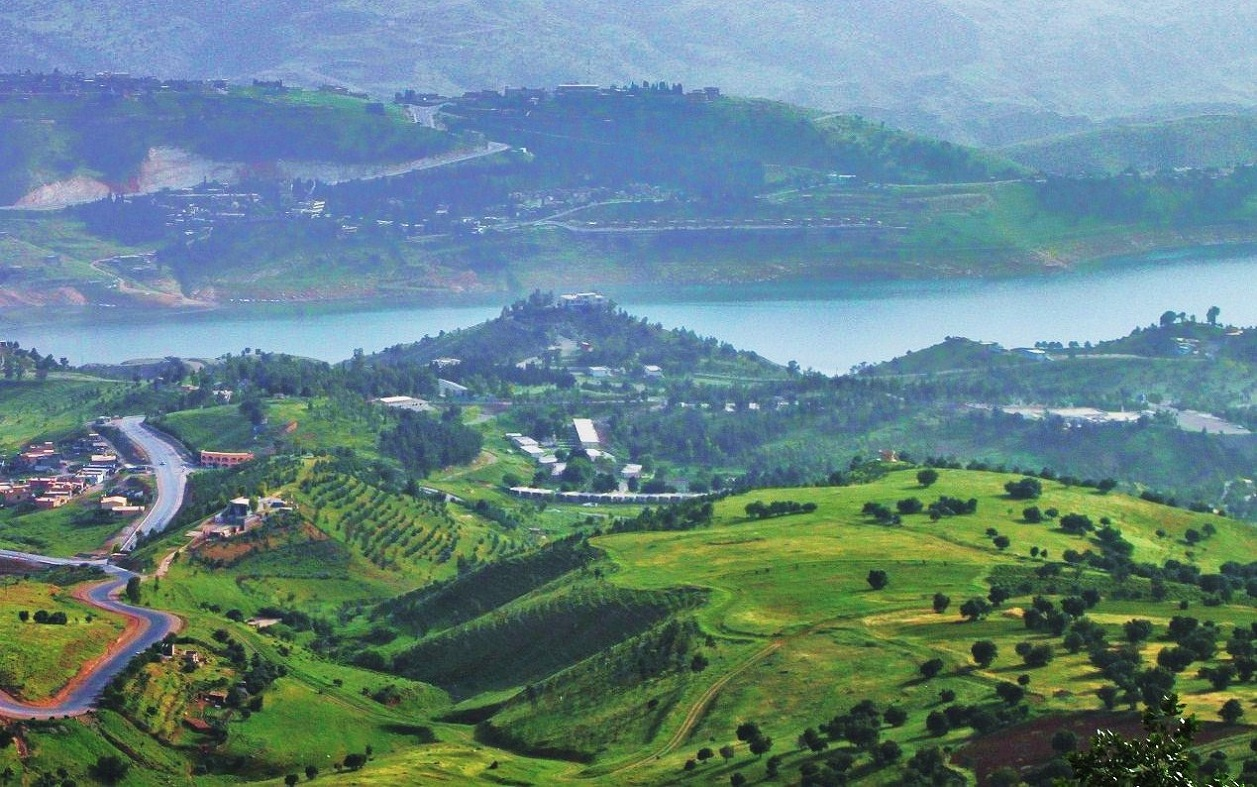
بحيرة دوكان

كردستان العراق هي منطقة جبلية بشكل رئيسي، وأعلى نقطة فيها تعرف محليًا بـ "تشيخا دار" ("الخيمة السوداء") بارتفاع يبلغ 3,611 متر (11,847 قدم). تتضمن الجبال في كردستان العراق جبال زاغروس، وجبال سنجار، وجبال حمرين، وجبل نيسير، وجبال قنديل. تمر العديد من الأنهار في المنطقة، التي تتميز بأراضيها الخصبة والمياه الوفيرة وجمال الطبيعة. تتدفق نهرا الزاب الكبير والزاب الصغير من الشرق إلى الغرب في المنطقة. يدخل نهر دجلة كردستان العراق من كردستان التركية.
طبيعتها الجبلية واختلاف درجات الحرارة في أجزائها المختلفة، ووجود العديد من الجسور المائية تجعلها أرضًا للزراعة والسياحة. أكبر بحيرة في المنطقة هي بحيرة دوكان. وهناك أيضًا عدة بحيرات أصغر مثل بحيرة دربندخان وبحيرة دهوك. الأجزاء الغربية والجنوبية من كردستان العراق ليست بهذا القدر من الجبال كما هو الحال في الشرق. بدلاً من ذلك، فإنها تتألف من تلال وسهول مكسوة بنبات صلب الأوراق.

## الاقتصاد
وتعتبر محافظات دهوك وأربيل والسليمانية غنية بالأراضي الزراعية. يُزرع هناك القمح والحبوب الأخرى. تعتمد معظم المناطق على الأمطار، ولكن توجد أيضًا بعض أنظمة الري أصغر حجمًا. والسياحة، الذي تم إعلان أربيل عاصمة السياحة من قبل المجلس العربي للسياحة في عام 2014.

## تاريخ

### فترة ما قبل الإسلام
في عصور ما قبل التاريخ، كانت المنطقة موطنًا لثقافة الإنسان البدائي مثل تلك التي تم العثور عليها في كهف شاندر. كانت المنطقة مضيفة لثقافة جرمو حوالي 7000 قبل الميلاد. أقدم موقع لالعصر الحجري الحديث في كردستان يقع في تل حسونة، حوالي 6000 قبل الميلاد.
في العصر البرونزي المبكر والمتوسط، كانت المنطقة تُعرف جغرافيًا باسم سوبارتو وكان يسكنها السوباريون الناطقون باللغة الحورية جنبًا إلى جنب مع شعب جوتيون ولولوبيون. في عام 2200 قبل الميلاد، غزا نارام سين الأكادي المنطقة وأصبحت تحت حكم الجوتيونفي عام 2150 قبل الميلاد. المدن الرئيسية في المنطقة الموثقة في النقوش في هذه الفترة هي مردمان، أزوهينوم، نينوى وعرفة، وأوربيلوم، وكوردا.
في أوائل الألفية الثانية قبل الميلاد، كانت المنطقة تحكمها مملكة كوردا باستثناء عقدين من الزمن في القرن الثامن عشر قبل الميلاد عندما تم غزوها من قبل الأموريون بقيادة شمشي أدد الأول. وتم دمجها في مملكة بلاد ما بين النهرين العليا. في ستينيات القرن الثامن عشر قبل الميلاد واجهت مملكة كوردا غزوًا من قبل عيلام وإشنونة خلال الحرب البابليين وعيلام وانحازت المملكة في النهاية إلى مملكة ماري وبابل. في القرن السادس عشر قبل الميلاد قام الميتانيون بدمج المنطقة في مملكتهمالحورية. بعد تدمير المملكة الميتانية على يد الحيثيون، بين القرنين الرابع عشر والثالث عشر قبل الميلاد، أصبحت المنطقة تدريجيًا تحت حكم الآشوريين. قام توكولتي نينورتا الأول في القرن الثالث عشر قبل الميلاد بغزو المنطقة بأكملها وعين أحد قادته حاكمًا على قرى ومدنكوردا. تم تقليص كوردا إلى محافظة تتمركز حول سنجار الحديثة. تم تحويل اسم أربيل إلى الأكادية إلى أربا ايلو وفي عهد الإمبراطورية الآشورية الحديثة، اشتهرت المدينة بعبادة عشتار. كانت المنطقة جزئيًا تحت حكم أورارتو في أوائل الألفية الأولى قبل الميلاد. كانت منطقة رواندز الحديثة مركزًا دينيًا للأورارتيين.
غزا الميديون المنطقة في القرن السابع قبل الميلاد. وفي وقت لاحق أصبحت تحت حكم الأخمينيين وبقيت جزءًا من مقاطعة ميديا. عندما مر زينوفون عبر المنطقة في القرن الرابع قبل الميلاد، كان يسكنها الميديون. في عام 332 قبل الميلاد، سقطت المنطقة في يد الإسكندر الأكبر وحكمتها بعد ذلك الإمبراطورية اليونانية السلوقية حتى منتصف القرن الثاني قبل الميلاد عندما سقطت في يد مهرداد الأول. خلال القرون الأربعة من العصر البارثي (247 ق.م. إلى 226 م)، كانت المنطقة تحكمها إمارات شبه مستقلة. وفي القرن الأول كانت جزئيًا تحت حكم مملكة حدياب اليهودية. بين القرنين الثالث والرابع، حكمت المنطقة من قبل دار كايس حتى تم دمجها في الإمبراطورية الساسانية في عام 380 م وتمت إعادة تسميتها بالفارسية والأرمنية إلى «نورشركن». تحولت المنطقة تدريجياً إلى المسيحية بين القرنين الأول والخامس وأصبحت أربيل مركز لمطران كنيسة المشرق في حدياب. بالسريانية، كانت المنطقة تسمى "بيت الشمال" أو "بلاد الشمال".

### الفترة الإسلامية

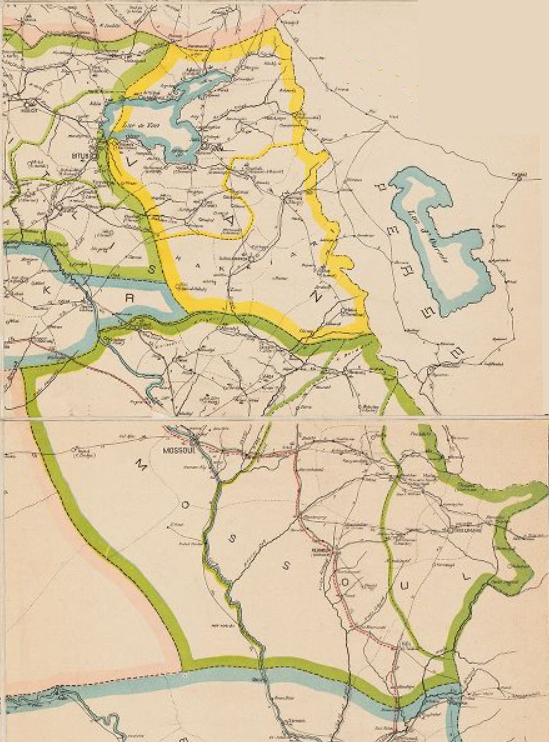
الولايات العثمانية وان والموصل, 1899. كردستان العراق الحديثة تغطيها ولاية الموصل (باللون الأخضر)، مقسمة إلى سناجق الموصل وكركوك والسليمانية. ومن الشرق بلاد فارس ومن الجنوب ولاية بغداد.

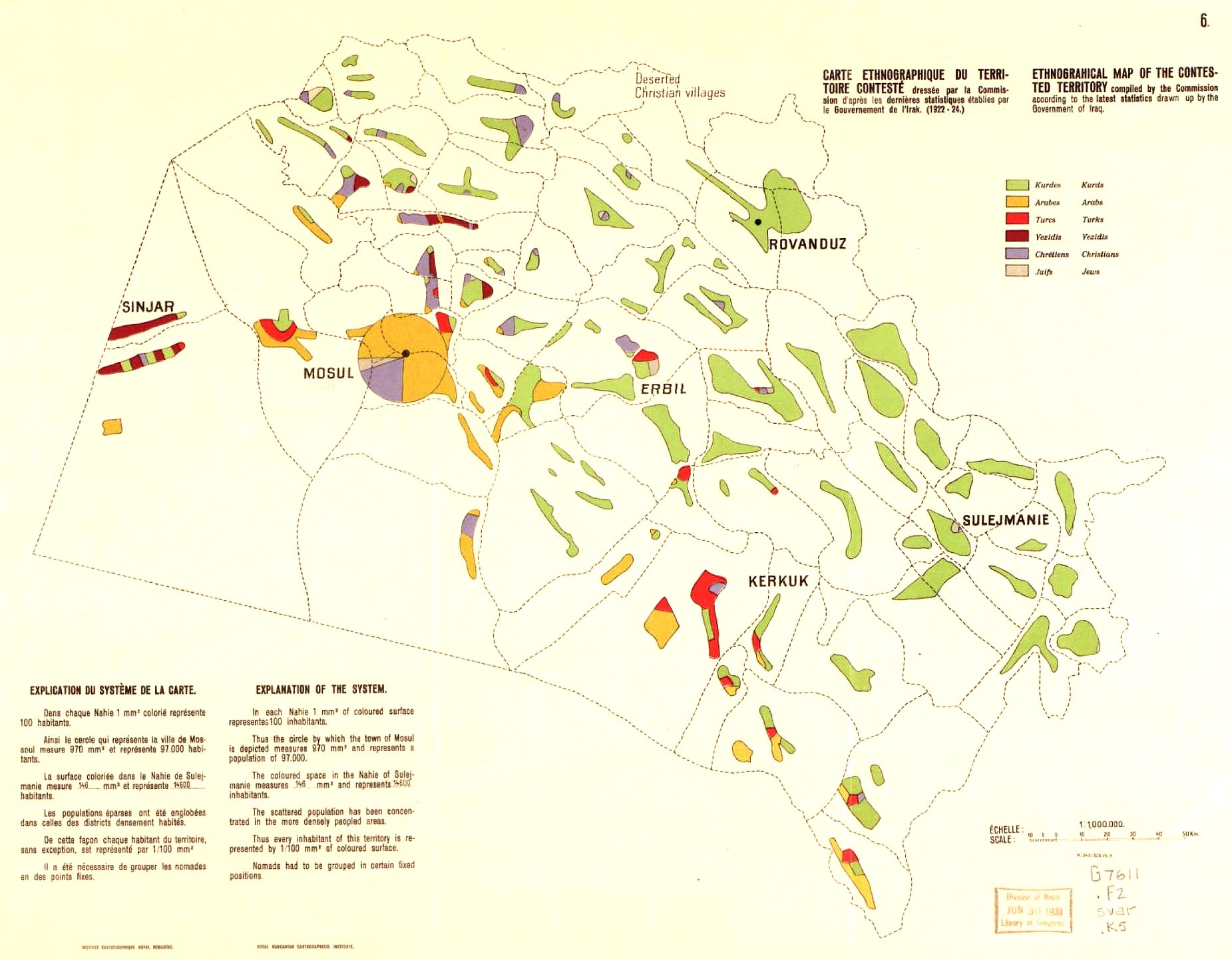
خريطة إثنوغرافية للأراضي المتنازع عليها، أعدتها اللجنة وفقًا لآخر الإحصائيات التي أعدتها حكومة العراق (1922-1924)، عصبة الأمم. ويظهر اللون الأخضر عدد السكان الأكراد في المنطقة، بينما يستخدم اللون الأصفر للعرب والأرجواني للإيزيديين

تم فتح المنطقة من قبل العرب المسلمين في منتصف القرن السابع الميلادي أثناء الفتوحات الإسلامية بغزو الإمبراطورية الفارسية الساسانية، سقطت المنطقة في أيدي المسلمين بعد أن قاتلوا الأكراد في الموصل وتكريت. استولى عتبة بن فرقد السلمي على جميع حصون الأكراد عندما غزا أربيل عام 641. أصبحت المنطقة جزءًا من الخلافة العربية الإسلامية الراشدون، الأموية، ولاحقًا الخلافة العباسية، قبل أن تصبح جزءًا من مختلف القوميات الإيرانية، التركية، وامارات المغول. بعد تفكك آق قويونلو، انتقلت جميع أراضيها بما في ذلك ما يعرف اليوم بكردستان العراق إلى الصفويين الإيرانيين في أوائل القرن السادس عشر.
بين القرنين السادس عشر والسابع عشر، كانت المنطقة المعروفة حاليًا باسم كردستان العراق، (التي كانت تحكمها سابقًا ثلاث إمارات هي بابان، بادينان، وسوران) تُعاد بشكل مستمر إلى الوراء وإيابًا بين الصفويين والعثمانيون، حتى تمكن العثمانيون من الاستيلاء بشكل كامل على السلطة في المنطقة بدءًا من منتصف القرن السابع عشر وحتى الحرب العثمانية الصفوية (1623-1639) وما نتج عن ذلك من معاهدة زهاب.
وفي أوائل القرن الثامن عشر، انتقلت لفترة وجيزة إلى الدولة الأفشارية بقيادة نادر شاه. بعد وفاة نادر عام 1747، أعيد فرض السيادة العثمانية، وفي عام 1831، تم تأسيس الحكم العثماني المباشر الذي استمر حتى الحرب العالمية الأولى، عندما هُزم العثمانيون على يد البريطانيين.

### الثورات الكردية تحت السيطرة البريطانية

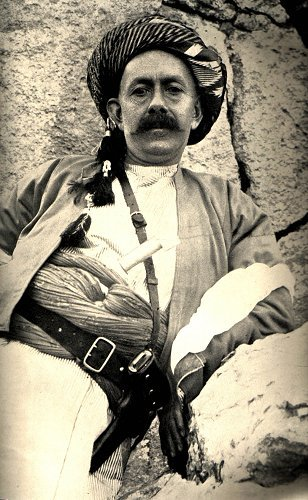
محمود برزنجي كان زعيماً لسلسلة من الانتفاضات الكردية ضد الانتداب البريطاني في العراق.

خلال الحرب العالمية الأولى، قسم البريطانيون والفرنسيون غرب آسيا في اتفاقية سايكس بيكو. أدت معاهدة سيفر (التي لم تدخل حيز التنفيذ)، ومعاهدة لوزان التي حلت محلها، إلى ظهور غرب آسيا الحديثة وجمهورية تركيا الحديثة. منحت عصبة الأمم فرنسا انتدابًا على سوريا ولبنان ومنحت المملكة المتحدة انتدابًا على فلسطين التي كانت تتألف آنذاك من منطقتين تتمتعان بالحكم الذاتي: فلسطين الانتدابية وشرق الأردن وما أصبح فيما بعد العراق. تم الاستيلاء على أجزاء من الإمبراطورية العثمانية في شبه الجزيرة العربية في النهاية من قبل المملكة العربية السعودية واليمن.

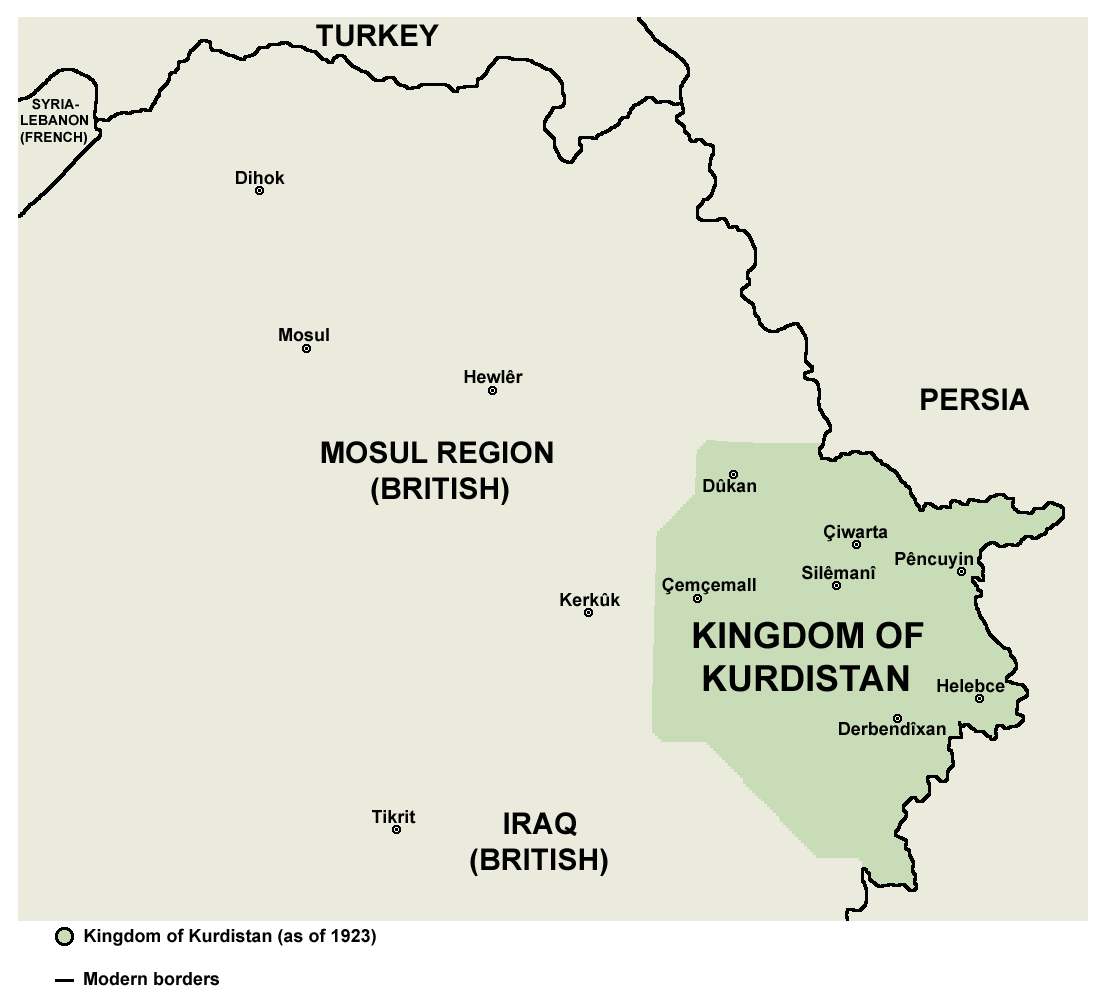
مملكة كردستان عام 1923

في عام 1922، أعادت بريطانيا الشيخ محمود البرزنجي إلى السلطة، على أمل أن ينظم الأكراد ليكونوا بمثابة حاجز ضد الأتراك، الذين كانت لهم مطالبات إقليمية على الموصل وكركوك. ومع ذلك، في تحدٍ للبريطانيين، أعلن الشيخ محمود في عام 1922 المملكة الكردية ونصب نفسه ملكًا. كان الشيخ هو الملك حتى عام 1924 وشارك في الانتفاضات ضد البريطانيين حتى عام 1932، بعد إعلان انضمام العراق إلى عصبة الأمم، عندما تمكنت القوات الجوية الملكية والعراقيون الذين دربتهم بريطانيا من القبض على الشيخ مرة أخرى ونفيه إلى جنوب العراق.
بحلول عام 1927، أصبحت عشيرة بارزاني مؤيدة صريحة لحقوق الأكراد في العراق. وفي عام 1929، طالب البارزاني بتشكيل مقاطعة كردية في شمال العراق. وبتشجيع من هذه المطالب، قدم الوجهاء الأكراد في عام 1931 التماسًا إلى عصبة الأمم لتشكيل حكومة كردية مستقلة. في أواخر عام 1931، بدأ أحمد بارزاني ثورة أحمد بارزاني تمردًا كرديًا ضد العراق، وعلى الرغم من هزيمتها في غضون عدة أشهر، إلا أن الحركة اكتسبت أهمية كبيرة في النضال الكردي في وقت لاحق، مما خلق الأرضية المناسبة لمتمرد كردي بارز مثل مصطفى بارزاني.
خلال الحرب العالمية الثانية، استغلت القبائل الكردية فراغ السلطة في العراق، واندلع تمرد في الشمال بقيادة مصطفى بارزاني، مما أدى فعليًا إلى السيطرة على المناطق الكردية حتى عام 1945، عندما تمكن العراقيون مرة أخرى من إخضاع الأكراد بمساعدة القوات البريطانية. تحت ضغط من الحكومة العراقية والبريطانيين، اضطر الزعيم الأكثر نفوذاً للعشيرة، مصطفى بارزاني إلى النفي في إيران عام 1945. وانتقل لاحقًا إلى الاتحاد السوفيتي بعد انهيار جمهورية مهاباد سنة 1946م.

### ثورة بارزاني (1960-1970)

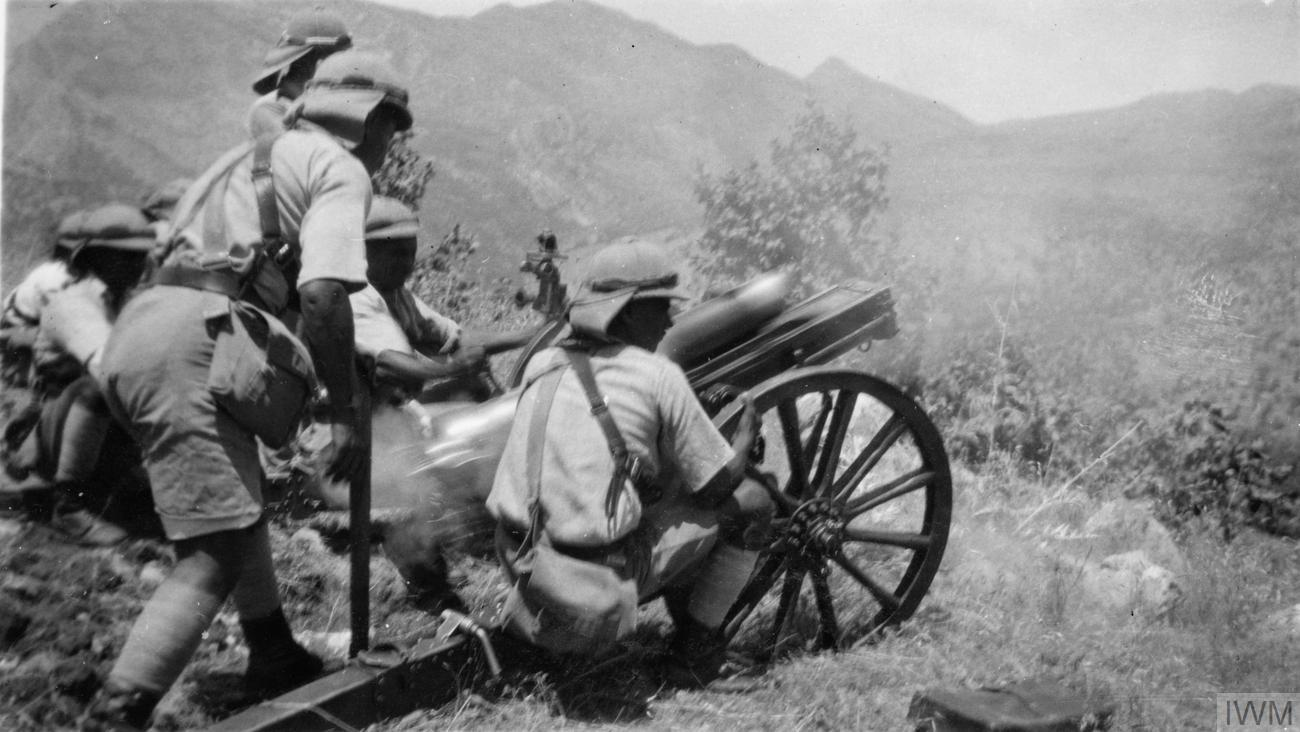
ثورة بارزاني

بعد الانقلاب العسكري الذي قام به القوميون العرب في 14 تموز عام 1958، مصطفى بارزاني دُعي من قبل عبد الكريم قاسم للعودة من المنفى، حيث استقبل استقبال الأبطال. وكجزء من الصفقة التي تم الترتيب لها بين قاسم وبارزاني، وعد قاسم بمنح الأكراد حكماً ذاتياً إقليمياً مقابل دعم بارزاني لسياساته. وصف الدستور المؤقت العراق بأنه جزء من العالم العربي لكنه رأى الأكراد شركاء في الدولة العراقية وتضمن شعار النبالة خنجرًا كرديًا إلى جانب السيف العربي.
في هذه الأثناء، خلال الفترة 1959-1960، أصبح بارزاني رئيسًا الحزب الديمقراطي الكردستاني، الذي مُنح السلطة القانونية القانوني في عام 1960. وبحلول أوائل عام 1960، أصبح من الواضح أن قاسم لن يفي بوعده بإقامة علاقات إقليمية واستقلال. ونتيجة لذلك، بدأ الحزب الديمقراطي الكردستاني في الدعوة إلى الحكم الذاتي الإقليمي. في مواجهة المعارضة الكردية المتزايدة، فضلاً عن قوة بارزاني الشخصية، بدأ قاسم في تحريض أعداء البارزانيين التاريخيين، قبيلتي برادوست وزيباري، مما أدى إلى حرب قبلية طوال عام 1960 وأوائل عام 1961.

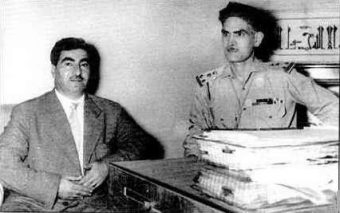
مصطفى بارزاني مع عبد الكريم قاسم

بحلول فبراير 1961، نجح بارزاني في هزيمة القوات الموالية للحكومة وعزز موقعه كزعيم للأكراد. عند هذه النقطة، أمر بارزاني قواته باحتلال وطرد المسؤولين الحكوميين من جميع الأراضي الكردية. لم يلق هذا الأمر استحسانًا في بغداد، وتم إلغاء مؤتمر المعلمين الأكراد الثالث، بل ونفى قاسم أن "الأكراد" يشكلون أمة خاصة بهم. بدأ قاسم الاستعداد لهجوم عسكري على الشمال لاستعادة سيطرة الحكومة على المنطقة. في هذه الأثناء، في يونيو 1961، أصدر الحزب الديمقراطي الكردستاني إنذارًا تفصيليًا لقاسم يوضح المظالم الكردية، مطالبًا بأن تصبح اللغة الكردية لغة رسمية في المناطق ذات الأغلبية الكردية. تجاهل قاسم المطالب الكردية واستمر في ذلك. تخطيطه للحرب.
ولم تبدأ الثورة الكردية فعلياً إلا في العاشر من سبتمبر/أيلول، عندما تعرض رتل من الجيش العراقي لكمين نصبته مجموعة من الأكراد. رداً على الهجوم، انتقد قاسم وأمر القوات الجوية العراقية بقصف القرى الكردية بشكل عشوائي، مما أدى في النهاية إلى حشد السكان الأكراد بالكامل وفقًا لمعايير بارزاني. بسبب عدم ثقة قاسم العميق في الجيش العراقي، والذي فشل عمدا في تسليحه بشكل كاف (في الواقع، نفذ قاسم سياسة تقنين الذخيرة)، لم تكن حكومة قاسم قادرة على إخضاع التمرد. أثار هذا الجمود غضب الفصائل القوية داخل الجيش ويقال إنه أحد الأسباب الرئيسية وراء انقلاب البعثية ضد قاسم في فبراير 1963. في نوفمبر 1963، بعد اقتتال داخلي كبير بين المدنيين والعسكريين أجنحة البعثيين، أطاح بهم عبد السلام عارف في انقلاب. ثم، بعد هجوم فاشل آخر، أعلن عارف وقف إطلاق النار في فبراير 1964، مما أثار انقسامًا بين المتطرفين الأكراد الحضريين من جهة وقوات البشمركة بقيادة بارزاني من جهة أخرى.
ووافق بارزاني على وقف إطلاق النار وطرد المتطرفين من الحزب. بعد الوفاة غير المتوقعة لعارف، حيث تم استبداله بشقيقه عبد الرحمن عارف، أطلقت الحكومة العراقية جهدًا أخيرًا لهزيمة الأكراد. فشلت هذه الحملة في مايو 1966، عندما هزمت قوات بارزاني الجيش العراقي بشكل كامل في معركة جبل هندرين، بالقرب من رواندز. وقيل في هذه المعركة أن الأكراد ذبحوا لواءً كاملاً. واعترافاً بعدم جدوى مواصلة هذه الحملة، أعلن عبد الرحمن عارف برنامج سلام من 12 نقطة في يونيو 1966، والذي لم يتم تنفيذه بسبب الإطاحة به في انقلاب عام 1968 من قبل حزب البعث.
بدأت حكومة البعث حملة لإنهاء التمرد الكردي، الذي توقف في عام 1969. ويمكن أن يعزى ذلك جزئيًا إلى الصراع الداخلي على السلطة في بغداد وكذلك التوترات مع إيران. علاوة على ذلك، ضغط الاتحاد السوفييتي على العراقيين للتصالح مع بارزاني. تم الإعلان عن خطة السلام في مارس 1970 ونصت على حكم ذاتي كردي أوسع. كما منحت الخطة تمثيلاً للأكراد في الهيئات الحكومية، على أن يتم تنفيذها خلال أربع سنوات. وعلى الرغم من ذلك، شرعت الحكومة العراقية في برنامج تعريب في المناطق الغنية بالنفط في كركوك وخانقين في نفس الفترة.
وفي السنوات التالية، تغلبت حكومة بغداد على انقساماتها الداخلية وأبرمت معاهدة صداقة مع الاتحاد السوفييتي في نيسان/أبريل 1972 وأنهت عزلتها عن العالم العربي. ومن ناحية أخرى، ظل الأكراد يعتمدون على الدعم العسكري الإيراني ولم يتمكنوا من فعل الكثير لتعزيز قواتهم.

### اتفاقية الجزائر للحرب الكردية العراقية الثانية

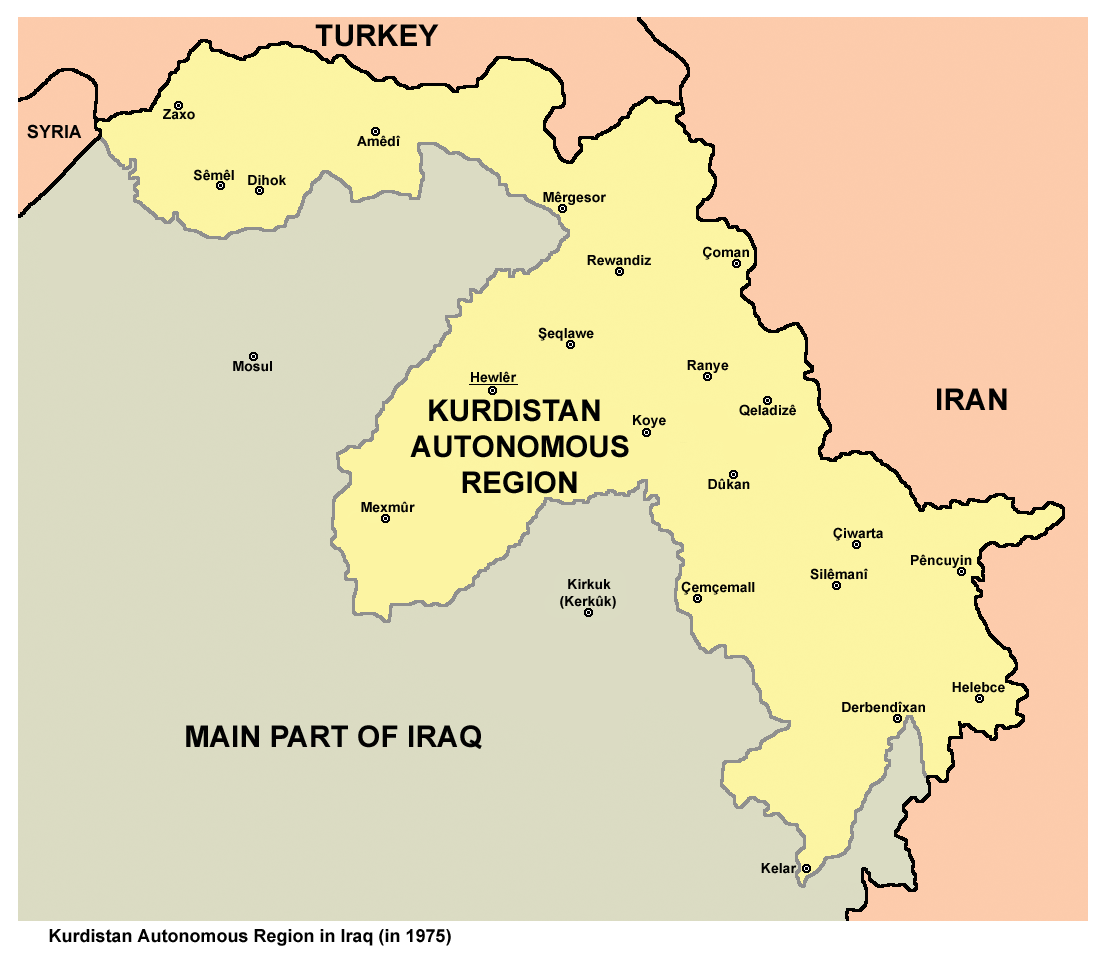
إقليم كردستان المتمتع بالحكم الذاتي عام 1975

في عام 1973، عقدت الولايات المتحدة اتفاقًا سريًا مع شاه إيران للبدء سرًا في تمويل المتمردين الأكراد ضد بغداد من خلال وكالة المخابرات المركزية وبالتعاون مع الموساد، وكلاهما سيكون نشطًا في البلاد من خلال بدء الغزو العراقي وحتى الوقت الحاضر. بحلول عام 1974، انتقمت الحكومة العراقية بـ هجوم جديد ضد الأكراد ودفعتهم بالقرب من الحدود مع إيران. وأبلغ العراق طهران أنه مستعد لتلبية المطالب الإيرانية الأخرى مقابل وقف مساعداته للأكراد. بوساطة من الجزائر الرئيس هواري بومدين، توصلت إيران والعراق إلى تسوية شاملة في مارس 1975 تُعرف باسم ميثاق الجزائر. وترك الاتفاق الأكراد عاجزين وقطعت طهران الإمدادات عن الحركة الكردية. وذهب بارزاني إلى إيران مع العديد من أنصاره. واستسلم آخرون بشكل جماعي وانتهى التمرد بعد أيام قليلة.
ونتيجة لذلك، بسطت الحكومة العراقية سيطرتها على المنطقة الشمالية بعد 15 عاما، ومن أجل تأمين نفوذها، بدأت برنامج التعريب بنقل العرب إلى محيط حقول النفط في شمال العراق، وخاصة تلك المحيطة بكركوك، وغيرها من المناطق التي كان يسكنها التركمان والأكراد والمسيحيون. أدت الإجراءات القمعية التي نفذتها الحكومة ضد الأكراد بعد اتفاق الجزائر إلى تجدد الاشتباكات بين الجيش العراقي والمقاتلين الأكراد في عام 1977. وفي عامي 1978 و1979، تم إحراق 600 قرية كردية وتم ترحيل حوالي 200 ألف كردي إلى الأجزاء الأخرى. من البلاد.

### حملة التعريب وتمرد الاتحاد الوطني الكردستاني
نفذت حكومة الحزب البعثي في العراق حملات التعريب ضد النازحين قسراً والمعربين ثقافياً, الأقليات (الأكراد، الإيزيديون، الآشوريون، الشبك، الأرمن، تركمان، المندائيون) ، تماشياً مع سياسات الاستعمار الاستيطاني، من الستينيات إلى أوائل العقد الأول من القرن الحادي والعشرين، من أجل تحويل التركيبة السكانية لشمال العراق نحو الهيمنة العربية. شارك حزب البعث تحت حكم صدام حسين في طرد الأقليات منذ منتصف السبعينيات. وفي عامي 1978 و1979، تم إحراق 600 قرية كردية وتم ترحيل حوالي 200 ألف كردي إلى أجزاء أخرى من البلاد.
جرت الحملات خلال النزاع العراقي الكردي، وكانت مدفوعة إلى حد كبير بالصراع العرقي والسياسي الكردي العربي. وصلت برامج الاستيطان العربية إلى ذروتها في أواخر السبعينيات، وذلك تماشيًا مع جهود تهجير السكان التي بذلها النظام البعثي. ويشار أحياناً إلى السياسات البعثية التي حفزت تلك الأحداث باسم "الاستعمار الداخلي". وصفه الدكتور فرانسيس كوفي أبيو بأنه برنامج "استعماري" للتعريب، بما في ذلك عمليات الترحيل الكردية واسعة النطاق والاستيطان العربي القسري في المنطقة.

### الحرب الإيرانية العراقية وحملة الأنفال

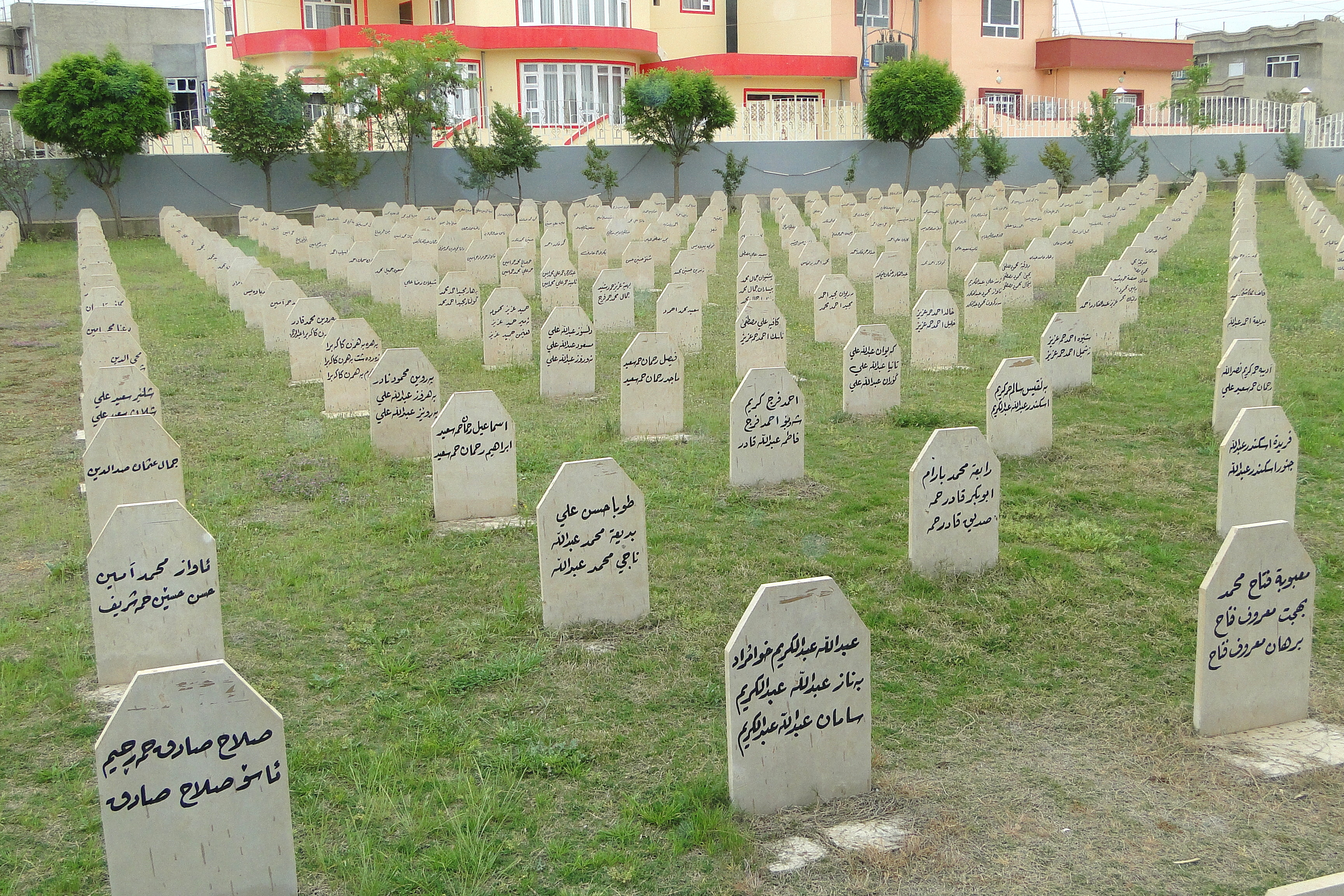
قبور ضحايا الهجوم الكيماوي على حلبجة

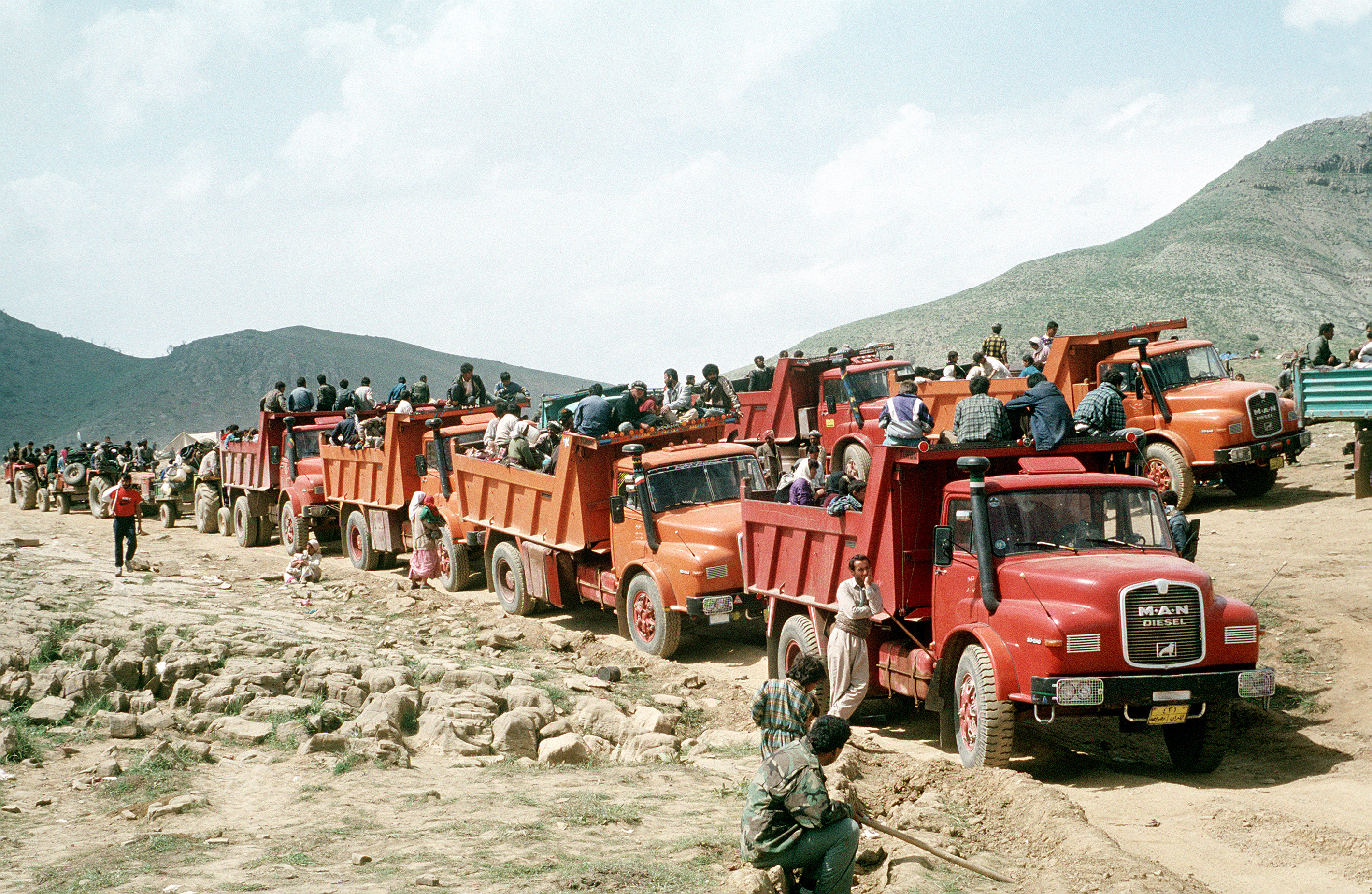
الأكراد العراقيون يفرون إلى تركيا في أبريل 1991، أثناء حرب الخليج

خلال الحرب الإيرانية العراقية، نفذت الحكومة العراقية مرة أخرى سياسات معادية للأكراد واندلعت حرب أهلية "بحكم الأمر الواقع". تمت إدانة العراق على نطاق واسع من قبل المجتمع الدولي، لكن لم تتم معاقبته بشكل جدي على الإجراءات القمعية، بما في ذلك استخدام الأسلحة الكيميائية ضد الأكراد، حيث أدى الهجوم الكيميائي على حلبجة إلى مقتل ما بين 3200 و5000 شخص وإصابة ما بين 7000 و10000 آخرين، معظمهم من المدنيين. أظهرت النتائج الأولية من المسوحات التي أجريت في المنطقة المتضررة زيادة في معدل السرطان والعيوب الخلقية في السنوات التالية.
أما الموجة الثانية والأكثر اتساعا وانتشارا فقد بدأت في الفترة من 29 مارس 1987 حتى 23 أبريل 1989، عندما قام الجيش العراقي بقيادة صدام حسين وعلي حسن المجيد بحملة إبادة جماعية. ضد الأكراد، والتي تتميز بالانتهاكات التالية لحقوق الإنسان: الاستخدام الواسع النطاق للأسلحة الكيميائية، والتدمير الشامل لحوالي 2000 قرية، وذبح حوالي 50 ألف كردي ريفي، وفقًا لأكثر التقديرات تحفظًا. تم تدمير مدينة قلعة دزة الكردية الكبيرة (التي يبلغ عدد سكانها 70.000 نسمة) بالكامل على يد الجيش العراقي. وتضمنت الحملة أيضًا تعريب كركوك، وهو برنامج لطرد الأكراد والمجموعات العرقية الأخرى من المدينة الغنية بالنفط واستبدالهم بمستوطنين عرب من وسط وجنوب العراق.

### فترة الحكم الذاتي

#### بعد حرب الخليج الثانية
وعلى الرغم من الاتفاق على الحكم الذاتي في عام 1970، إلا أن السكان المحليين لم يتمتعوا بأي حرية ديمقراطية، ويواجهون ظروفًا مماثلة لبقية العراق. بدأت الأمور تتغير بعد انتفاضة 1991 ضد صدام حسين في نهاية حرب الخليج الفارسي. لقد أدى قرار مجلس الأمن التابع للأمم المتحدة رقم 688 إلى إنشاء "ملاذ آمن" في أعقاب القلق الدولي بشأن سلامة اللاجئين الأكراد. أنشأت الولايات المتحدة والتحالف منطقة حظر طيران فوق جزء كبير من شمال العراق (انظر عملية توفير الراحة)، ومع ذلك، فقد استبعدت السليمانية وكركوك وغيرها من المناطق الكردية المهمة المأهولة بالسكان.
استمرت الاشتباكات الدموية بين القوات العراقية والقوات الكردية، وبعد التوصل إلى توازن قوى غير مستقر ومهتز، سحبت الحكومة العراقية قواتها العسكرية وأفرادها الآخرين بالكامل من المنطقة في أكتوبر 1991، مما سمح لكردستان العراق بالعمل بشكل مستقل بحكم الأمر الواقع. وكان من المقرر أن يحكم المنطقة الحزبان الكرديان الرئيسيان؛ الحزب الديمقراطي الكردستاني والاتحاد الوطني الكردستاني. وللمنطقة أيضًا علمها الخاص ونشيد وطني.
وفي الوقت نفسه، فرض العراق حصاراً اقتصادياً على المنطقة، مما أدى إلى خفض إمداداتها من النفط والغذاء. انتخابات كردستان العراق التشريعية التي أجريت في يونيو 1992 أسفرت عن نتيجة غير حاسمة، مع انقسام المجلس بالتساوي تقريبًا بين الحزبين الرئيسيين وحلفائهم. خلال هذه الفترة، تعرض الأكراد إلى حظر مزدوج: أحدهما فرضته الأمم المتحدة على العراق والآخر فرضه صدام حسين على منطقتهم. وأدت الصعوبات الاقتصادية الشديدة الناجمة عن عمليات الحظر إلى تأجيج التوترات بين الحزبين السياسيين المهيمنين، الحزب الديمقراطي الكردستاني والاتحاد الوطني الكردستاني، حول السيطرة على طرق التجارة والموارد. بدأت العلاقات بين الاتحاد الوطني الكردستاني والحزب الديمقراطي الكردستاني تتوتر بشكل خطير منذ سبتمبر 1993 بعد حدوث جولات من الاندماجات بين الأحزاب.
بعد عام 1996، تم تخصيص 13% من مبيعات النفط العراقي لكردستان العراق، مما أدى إلى ازدهار نسبي في المنطقة. وفي المقابل، مكّن الأكراد في ظل الحزب الديمقراطي الكردستاني صدام من إنشاء طريق لتهريب النفط عبر الأراضي التي يسيطر عليها الحزب الديمقراطي الكردستاني، بمشاركة نشطة من كبار أفراد عائلة البارزاني. إن فرض الضرائب على هذه التجارة عند نقطة العبور بين أراضي صدام والأراضي التي يسيطر عليها الأكراد ثم إلى تركيا، إلى جانب إيرادات الخدمات المرتبطة بها، يعني أن من يسيطر على دهوك وزاخو لديه القدرة على كسب عدة ملايين من الدولارات أسبوعياً. قادت الوساطة المباشرة الولايات المتحدة الطرفين إلى وقف رسمي لإطلاق النار فيما أطلق عليه "اتفاقية واشنطن" في سبتمبر 1998. ويقال أيضًا أن برنامج النفط مقابل الغذاء من عام 1997 فصاعدًا كان لها تأثير مهم على وقف الأعمال العدائية.

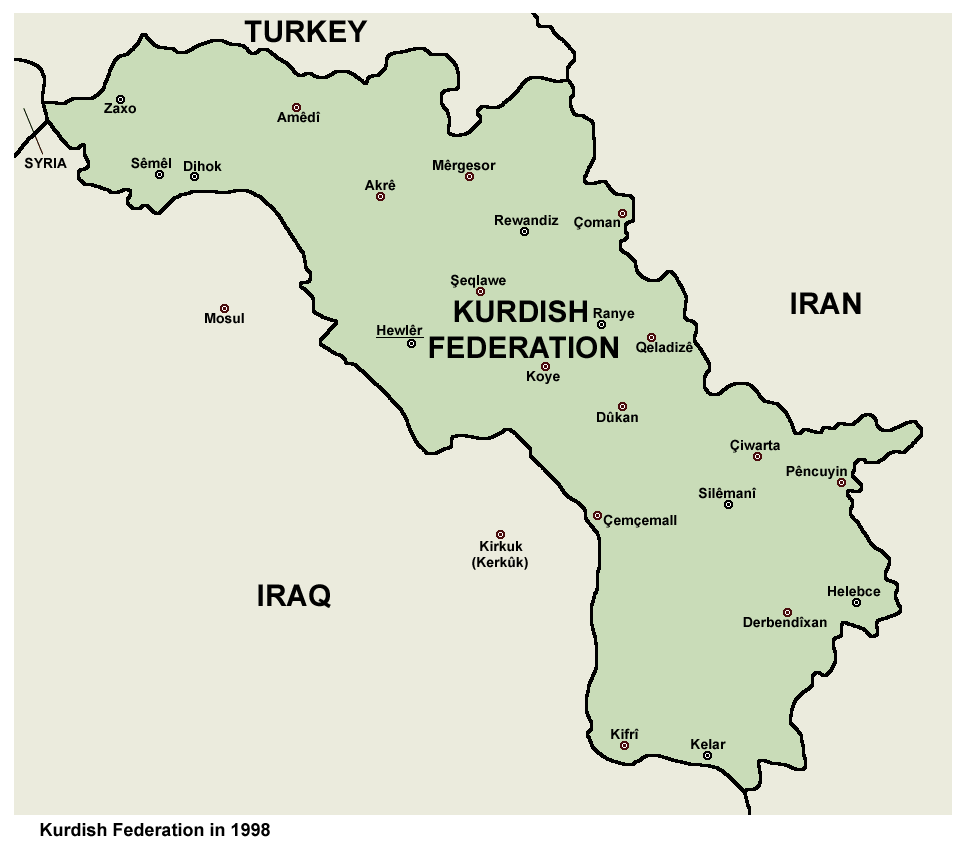
الاتحاد الكردي عام 1998

#### أثناء وبعد الغزو الذي قادته الولايات المتحدة
لعب الأكراد العراقيون دوراً مهماً في حرب العراق. وحدت الأحزاب الكردية قواها ضد الحكومة العراقية خلال الحرب في ربيع عام 2003. ولعبت القوات العسكرية الكردية، المعروفة باسم البشمركة، دورًا مهمًا في الإطاحة بالحكومة العراقية؛ ومع ذلك، ظل الأكراد مترددين في إرسال قوات إلى بغداد منذ ذلك الحين، مفضلين عدم الانجرار إلى الصراع الطائفي الذي يهيمن على جزء كبير من العراق.
تم وضع دستور جديد للعراق في عام 2005، يحدد العراق كدولة فيدرالية تتكون من الأقاليم والمحافظات. يضم إقليم كردستان محافظة أربيل، محافظة السليمانية ومحافظة دهوك. لقد اعترفت بإقليم كردستان وبجميع القوانين التي أصدرتها حكومة إقليم كردستان منذ عام 1992. وهناك بند يسمح للمحافظات بإنشاء أقاليم أو الانضمام إليها أو مغادرتها. ومع ذلك، اعتبارًا من أواخر عام 2015، لم يتم تشكيل أي أقاليم جديدة، وتبقى حكومة إقليم كردستان الحكومة الإقليمية الوحيدة داخل العراق.
وتم انتخاب زعيم الاتحاد الوطني الكردستاني جلال الطالباني رئيساً للإدارة العراقية الجديدة، في حين أصبح زعيم الحزب الديمقراطي الكردستاني مسعود بارزاني رئيساً لحكومة إقليم كردستان.

#### بعد انسحاب الولايات المتحدة

المناطق المتنازع عليها في العراق قبل هجوم شمال العراق عام 2014
متنازع عليها وجزء من حكومة إقليم كردستان منذ عام 1991.
متنازع عليها وتحت سيطرة الحكومة المركزية.

تصاعدت التوترات بين كردستان العراق والحكومة العراقية المركزية خلال الفترة 2011-2012 حول قضايا تقاسم السلطة وإنتاج النفط والسيطرة على الأراضي. وفي أبريل/نيسان 2012، طالب رئيس المنطقة الكردية الشمالية التي تتمتع بحكم شبه ذاتي في العراق المسؤولين بالموافقة على مطالبهم أو مواجهة احتمال الانفصال عن بغداد بحلول سبتمبر/أيلول 2012.
في سبتمبر/أيلول 2012، أمرت الحكومة العراقية حكومة إقليم كردستان بنقل صلاحياتها على البيشمركة إلى الحكومة المركزية. أصبحت العلاقات أكثر توتراً بسبب تشكيل مركز قيادة جديد (قيادة عمليات دجلة) للقوات العراقية للعمل في منطقة متنازع عليها تطالب كل من بغداد وحكومة إقليم كردستان بالولاية القضائية عليها. في 16 نوفمبر 2012، أدى اشتباك عسكري بين القوات العراقية والبشمركة إلى مقتل شخص واحد. وذكرت شبكة سي إن إن أن شخصين قتلا (أحدهما جندي عراقي) وأصيب عشرة في اشتباكات في بلدة طوز خورماتو.
اعتبارًا من عام 2014، كانت كردستان العراق في نزاع مع الحكومة العراقية الفيدرالية حول قضايا السيطرة على الأراضي وتصدير النفط وتوزيع الميزانية وتعمل إلى حد كبير خارج سيطرة بغداد. مع تصاعد التمرد العراقي (ما بعد الانسحاب الأمريكي) والمخاوف من انهيار العراق، ناقش الأكراد بشكل متزايد مسألة الاستقلال. خلال هجوم شمال العراق عام 2014، استولى كردستان العراق على مدينة كركوك والمنطقة المحيطة بها، بالإضافة إلى معظم الأراضي المتنازع عليها في شمال العراق. في 1 يوليو 2014، أعلن مسعود بارزاني أن "أكراد العراق سيجرون استفتاء على الاستقلال في غضون أشهر". وبعد أن عارضت تركيا في السابق استقلال كردستان العراق، أعطت تركيا في وقت لاحق إشارات على أنها يمكن أن تعترف بدولة كردية مستقلة.
في 11 يوليو 2014، سيطرت قوات حكومة إقليم كردستان على حقل باي حسن و حقل كركوك، مما أثار إدانة بغداد والتهديد بـ "عواقب وخيمة" إذا لم يتم التخلي عن حقول النفط مرة أخرى إلى سيطرة العراق.

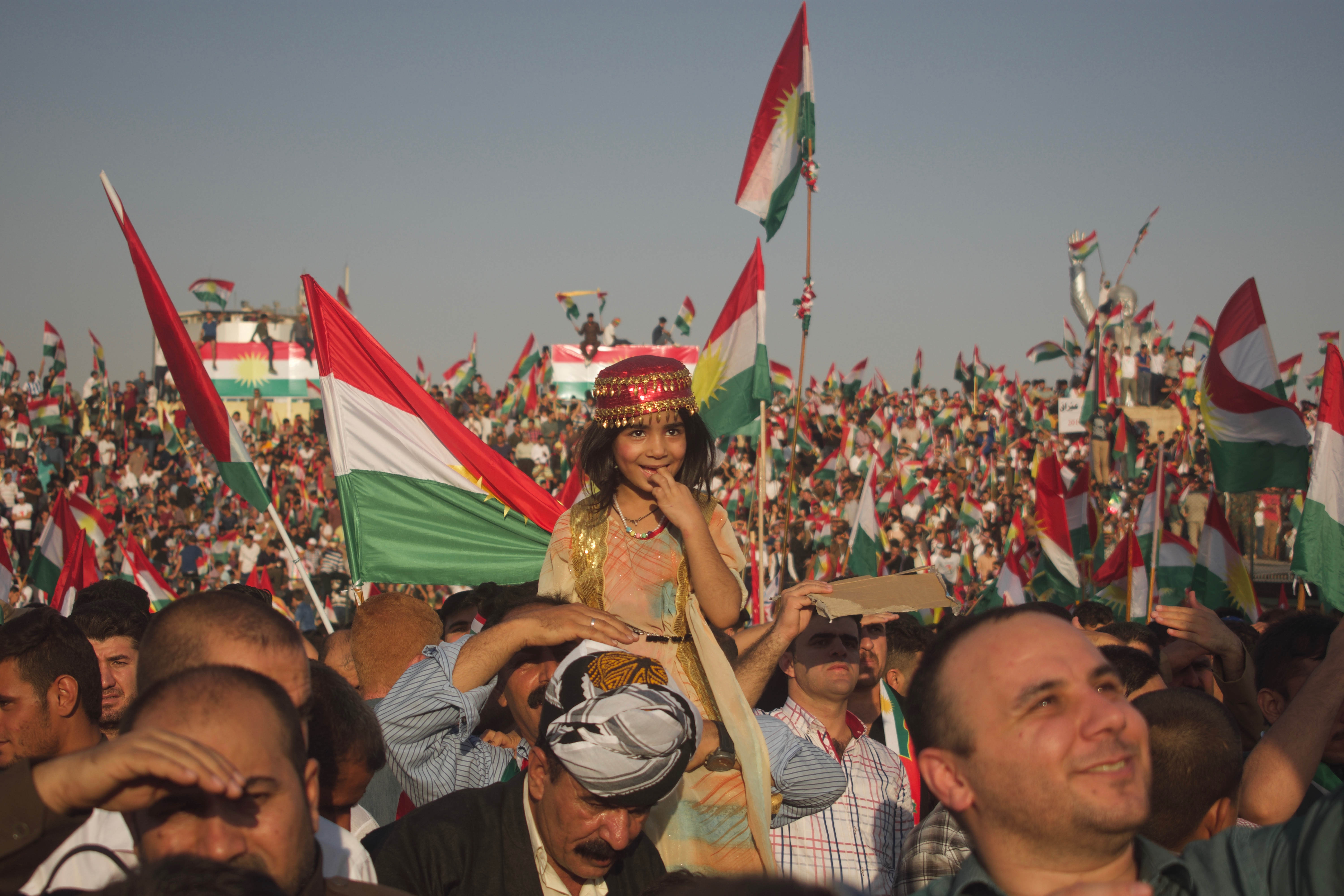
مسيرة مؤيدة للاستقلال في أربيل في سبتمبر 2017

وفي سبتمبر/أيلول، قرر الزعماء الأكراد تأجيل الاستفتاء للتركيز على القتال ضد تنظيم داعش. في نوفمبر/تشرين الثاني، قدم إد رويس، رئيس لجنة الشؤون الخارجية في مجلس النواب الأمريكي، تشريعاً لتسليح الأكراد مباشرة، بدلاً من مواصلة العمل من خلال الحكومات المحلية.
في أغسطس 2014، بدأت الولايات المتحدة حملة من الضربات الجوية في العراق، جزئيًا لحماية المناطق الكردية مثل أربيل من المسلحين.
في فبراير 2016، صرح الرئيس الكردي بارزاني مرة أخرى أن "الوقت قد حان لشعب كردستان ليقرر مستقبله من خلال الاستفتاء"، ودعم استفتاء الاستقلال واستشهد باستفتاءات مماثلة في إسكتلندا، كتالونيا وكيبك. وفي 23 آذار/مارس، أعلن بارزاني رسمياً أن كردستان العراق ستجري الاستفتاء في وقت ما "قبل تشرين الأول/أكتوبر" من ذلك العام. في 2 أبريل 2017، أصدر الحزبان الحاكمان بيانًا مشتركًا أعلنا فيه أنهما سيشكلان لجنة مشتركة للتحضير للاستفتاء المقرر عقده في 25 سبتمبر.
أُجري استفتاء انفصال كردستان العراق 2017 في 25 أيلول/سبتمبر، حيث صوت 92.73% لصالح الاستقلال. أدى ذلك إلى اندلاع عملية عسكرية استعادت فيها الحكومة العراقية السيطرة على كركوك والمناطق المحيطة بها. وأجبرت حكومة إقليم كردستان على إلغاء الاستفتاء. وقد جادل الباحثون بأن استعادة كركوك، معقل الاتحاد الوطني الكردستاني، وخسارة الأراضي الأخرى لصالح العراق، قد عزز في الواقع قوة عائلة البارزاني والحزب الديمقراطي الكردستاني، الذين ما زالوا في السلطة.

## الثقافة
الثقافة الكردية هي مجموعة من الصفات الثقافية المميزة التي يمارسها الشعب الكردي. تعتبر الثقافة الكردية إرثًا من الشعوب القديمة المختلفة التي شكلت الكرد الحديثين ومجتمعهم، ولكن بشكل أساسي من الأصول الإيرانية. بين جيرانهم، تكون الثقافة الكردية أقرب إلى الثقافة الفارسية. على سبيل المثال، يحتفلون بـ نوروز باعتباره رأس السنة الجديدة، والذي يتم الاحتفال به في 21 مارس. وهو اليوم الأول من شهر "خاکەلێوە" في التقويم الكردي وأول يوم في فصل الربيع.

## السكان
في آخر تعداد لسكان العراق عام 2024، بلغ عدد سكان محافظات كردستان العراق الثلاث ستة ملايين وثلاثمئة وسبعين ألفًا، من إجمالي 45,407,895 نسمة هم عدد سكان العراق، أي ما يعادل 14% من عدد السكان. توجد أقلية عربية كبيرة تعيش في هذا الإقليم يقدرها خبراء بأكثر من مليوني شخص.

## روابط خارجية
- المعهد الكردي في باريس – يوفر الأخبار والنشرات والمقالات ومعلومات المؤتمرات حول الوضع في كردستان العراق.
- الجدول الزمني لكردستان العراق
- المجتمع المُسيّس في كردستان يواجه النظام السلطاني (ورقة كارنيغي)
- أكراد العراق
- كردستان – العراق الآخر على موقع واي باك مشين (نسخة محفوظة 2012-02-13)
- أبحاث الاستثمار الكردستانية - Baghdad Invest at the Library of Congress (نسخة محفوظة 2015-11-15)
- في الشرق الأوسط المعاصر